# Louise Talma
 (août 2022).
Louise Juliette Talma (31 octobre 1906 - 13 août 1996) est une compositrice, universitaire et pianiste classique américaine. Après des études à New York et en France, de piano avec Isidor Philipp et de composition avec Nadia Boulanger, elle se concentre sur la composition à partir de 1935. Elle enseigne au conservatoire américain de Fontainebleau et au Hunter College. Son opéra The Alcestiad est le premier opéra à grande échelle d'une Américaine, mis en scène en Europe. Elle est la première femme à l'Académie américaine des arts et des lettres et reçoit la médaille Sibelius pour la composition. 

## Carrière
Née à Arcachon en France d'une mère américaine, Alma Cecile Garrigues, une soprano professionnelle qui prend le nom de Cecile Talma vers 1900, et d'un père dont l'identité reste inconnue. La mère et la fille retournent aux États-Unis en 1914, s'installant à New York. Talma grandit entourée de musique mais elle est également une excellente étudiante en sciences et envisage de devenir chimiste avant de se décider pour une carrière de musicienne. Après avoir obtenu son diplôme du Wadleigh High School, Talma entre à l'Institut des arts musicaux (qui est devenu la Juilliard School) à New York en 1922, où elle étudie le piano et la composition. Plus tard, elle obtient  un baccalauréat en musique de l'Université de New York en 1931 et une maîtrise de Columbia en 1933. Elle étudie la chimie à l'université Columbia, et simultanément le piano et la composition à l'Institut des arts musicaux de 1922 à 1930 Elle obtient son baccalauréat en musique de l'université de New York et sa maîtrise ès arts de l'université Columbia. Elle étudie le piano avec Isidor Philipp au conservatoire américain de Fontainebleau, en France, chaque été de 1926 à 1935. À partir de 1928, elle étudie chaque année la composition avec Nadia Boulanger, décidant en 1935 de se concentrer sur la composition. Elle poursuit les études avec Boulanger jusqu'en 1939. Talma enseigne au Hunter College de l'université de la ville de New York à partir de la fin des années 1920. 
En 1926, après avoir fait ses débuts avec succès en tant que pianiste de concert à New York, Talma passe son premier été au Conservatoire américain de Fontainebleau, en France, où elle rencontre la pédagogue Nadia Boulanger. Sous la direction de Boulanger, Talma abandonne ses études de piano afin de se concentrer sur la composition, convertie de l'agnosticisme au catholicisme romain en 1934 avec Boulanger comme marraine, et adopte un style de vie similaire à celui de Boulanger dans sa dévotion à la musique. Alors que beaucoup de ses premières œuvres expriment le désir d'une bien-aimée inaccessible (probablement Boulanger), elle compose également plus de 20 œuvres religieuses après sa conversion, définissant un certain nombre de textes sacrés et d'écrits spirituels. La correspondance abondante de Talma révèle plusieurs liaisons passionnées avec des femmes, dont une en fin de vie avec Ethelston (Eth) Chapman, qui avait été camarade de classe à Fontainebleau avec Talma. Elle ne s'est jamais mariée. 
Les premières pièces de Talma montrent un intérêt pour les approches et techniques néoclassiques et semblent être très autobiographiques, établissant des modèles de composition qui se poursuivront tout au long de sa carrière. Parlant de sa vie créative, Talma a identifié trois périodes : ses premières œuvres, qui ont été composées pendant sa «période néoclassique», 1925-1951 ; sa «période sérielle», 1952-1967 ; et sa «période atonale non sérielle», 1967–1996. Cependant, après avoir adopté des méthodes sérielles en 1952, la majorité de ses œuvres, même dans cette dernière période, doivent quelque chose aux approches sérielles, notamment en termes de création mélodique. 
La Sonate pour piano no 1 de Talma (1943), Toccata pour orchestre (1944) et Alleluia sous la forme de Toccata pour piano (1945) ont été très appréciés par la critique et ont contribué à faire de Talma une compositrice américaine importante au début de sa carrière. Basée en partie sur le succès de ces œuvres, elle est la deuxième femme (après Ruth Crawford Seeger en 1930) à recevoir une bourse Guggenheim en composition musicale et la première femme à avoir reçu le prix Guggenheim de manière consécutive en 1946 et 1947. Dans les années 1940, Talma commence également à passer chaque été à la colonie MacDowell à Peterborough, New Hampshire, où la plupart de ses œuvres matures sont composées. Talma est membre à plein temps de la faculté de musique du Hunter College de New York de 1928 à 1979, période durant laquelle elle aide à rédiger deux manuels d'harmonie pour ses étudiants. 
En 1952, Talma entend le quatuor à cordes en série mais centré sur le ton d'Irving Fine et commence immédiatement à travailler avec des approches et des techniques en série dans ses œuvres. Bien qu'elle ait déclaré que sa période en série s'est principalement étendue de 1952 à 1967, la majorité de ses travaux jusqu'à sa mort se sont livrés à une certaine forme de pratique en série. Son réglage de "Let's Touch the Sky" de e. e. cummings était son premier travail en série terminé ; son Quatuor à cordes (1954), la Sonate pour piano n ° 2 (1955) et La Corona (1955), un décor des Sonnets sacrés de John Donne, utilisent tous des éléments en série clairement audibles. Alors qu'elle développe sa propre voix de composition à l'aide d'éléments en série, Talma crée des lignes qui permettent un centrage tonal ainsi qu'une utilisation plus traditionnelle et plus stricte des ensembles de classes de hauteur. 
Talma commence à travailler sur un grand opéra avec l'écrivain Thornton Wilder en 1954 après que les deux se soient rencontrés alors qu'ils travaillaient à la colonie MacDowell. Ils envisagent plusieurs scénarios avant de décider de baser l'opéra sur la pièce de théâtre existante de Wilder sur la figure grecque Alcestis. Composé pendant que Talma est en résidence à l'American Academy de Rome et à la colonie MacDowell, il est achevé en 1958. Bien que plusieurs opéras américains, dont le Lyric Opera de Chicago, le Metropolitan Opera et le San Francisco Opera, aient manifesté leur intérêt pour l'œuvre, tous l'ont jugée trop difficile pour les artistes et le public américains. Wilder a auparavant connu un succès considérable en Allemagne et The Alcestiad est créée à l'opéra de Francfort-sur-le-Main en 1962. C'est la première fois qu'un opéra d'une Américaine est joué en Europe. Cependant, peut-être en raison des énormes ressources dont le travail a besoin, et malgré le fait qu'il ait été reçu de manière critique et publique, il reste relativement inconnu. Néanmoins, il assure à Talma une place dans les rangs des compositeurs américains et féminins révolutionnaires; en 1963, elle est la première femme compositrice à remporter la médaille Sibelius pour la composition ; et en 1974, la première femme élue à l'American Academy and Institute of Arts and Letters. 
Le vaste ensemble d'œuvres de Talma comprend des pièces vocales et chorales et des œuvres pour piano solo, ensembles de chambre et orchestre, ainsi qu'un opéra de chambre et des décors de textes d'Auden, Browning, Dickinson, Donne, Hopkins, Keats, Marlowe, Shakespeare, Stevens, Wyatt et autres. Talma consacre plusieurs œuvres à John F. Kennedy après son assassinat, notamment Dialogues pour piano et orchestre (1964) et A Time to Remember (1967), un oratorio qui définit les propres mots de Kennedy. The Tolling Bell, le décor de Talma des textes de Shakespeare, Marlowe et Donne pour baryton et orchestre, est achevé en 1969 et nommé pour le prix Pulitzer en musique. Talma écrit son propre livret pour son opéra de chambre de 1976, Have You Heard? (Savez-vous?), un ouvrage sur la guerre froide et le désir d'utopies et continue à composer de manière prolifique jusqu'à ses quatre-vingt ans. Elle meurt à Saratoga Springs, New York, alors qu'elle est en résidence à la colonie Yaddo à travailler sur une pièce élégiaque, The Lengthening Shadows. 
Une étude complète de la musique de Talma par la musicologue Kendra Preston Leonard, Louise Talma: A Life in Composition, est publiée en 2014.

## Œuvre
Louise Talma laisse un opéra, de la musique d'orchestre parfois avec chœur, de la musique de chambre et des pièces pour piano.

### Piano
- Four-handed Fun (1941)
- Sonate pour piano no 1 (1943)
- Alleluia (1944)
- Six études (1954)
- Sonate pour piano no 2 (1944–1955)
- Passacaille et fugue (1955–1962)

### Chambre
- Quatuor à cordes (1954)
- Sonate pour violon et piano (1962)

### Orchestre
- Toccata (1944)
- Dialogues pour piano et orchestre (1963-1964)
- The Tolling Bell pour baryton et orchestre (1967–1969) Texte de Shakespeare, Marlowe et Donne.
- Full Circle (1985)

### Vocale
- Terre de France, cycle de mélodies (1943–1945)
- The Divine Flame, oratorio pour mezzo-soprano, baryton, chœur mixte et orchestre (1946–1948)
- In Principio Erat Verbuni pour chœur mixte et orgue (1939)
- Carmina Mariana pour chœur de femmes et piano (1943)
- The Leaden Echo and the Golden Echo, pour soprano, double chœur et piano (1950) texte de Gerard Manley Hopkins.
- Let's Touch the Sky trois poèmes de Cummings, pour chœur mixte, flûte, hautbois et clarinette (1952)
- La Corona, sept sonnets de John Donne, pour chœur a cappella (1954–1955).

### Opéra
- The Alcestiad, sur un livret de Thornton Wilder (1955–1956) création à Francfort 1er mars 1962.

## Sources
- Kendra Preston Leonard, Louise Talma: A Life in Composition (Ashgate, 2014).
- Kendra Preston Leonard, The Art Songs of Louise Talma (College Music Society / Routledge, 2017).